# Bodegón con cacharros (Zurbarán)
Bodegón con cacharros es un óleo sobre lienzo del pintor barroco español Francisco de Zurbarán. Mide 46 centímetros de alto por 84 cm de ancho. Se suele datar hacia del año 1650, si bien no está fechada ni firmada, y se conserva en el Museo del Prado de Madrid (España). Otra versión del cuadro, casi idéntica y catalogada también como autógrafa, se exhibe en el MNAC de Barcelona.
Se trata de una sencilla pero ejemplar composición con cuatro objetos de la vajilla tradicional y la luz como únicos protagonistas. Tres vasijas muy alfareras y otras tres piezas de metal —una copa trabajada y dos bandejas. El pintor, seducido por "la pura técnica pictórica, las texturas y el goce estético", los ha colocado sobre una repisa, bien alineados y enmarcados por un fondo neutro. Se considera obra ejemplar entre los pocos bodegones conservados del pintor extremeño, apreciándose la conjunción magistral del crudo realismo y la ternura por las pequeñas cosas cotidianas, que dan como resultado un misticismo rústico y de hermosa solidez. 

## Elementos intrínsecos
1. Técnica: Óleo sobre lienzo.
2. Tema y género: Bodegón compuesto por tres cacharros de cerámica, una copa de metal y dos bandejas, también metálicas.[nota 2] De las tres piezas alfareras, dos blancas, del tipo de jarra alcarraza fabricado en los talleres trianeros sevillanos, y un búcaro de barro rojizo, cuyo diseño aún podía rastrearse en el siglo XX en Salvatierra de los Barros.[4]
3. Forma y estilo: Al margen de su pericia pictórica, Zurbarán sentía una capacidad excepcional para apreciar y reflejar lo cotidiano de la manera más simple.[nota 3] Todas las características propias de Zurbarán parecen presentarse aquí:
  1. La composición es muy simple: las cuatro piezas se alinean sobre un plano, individualizadas, autónomas unas de las otras. Se ha buscado el equilibrio de las formas y tonalidades; apenas hay lugar para la perspectiva o la riqueza cromática.
  2. Las texturas permiten al pintor experimentar los diferentes modos de responder cada una de las piezas a la iluminación y a los reflejos.
  3. Colorido pobre, en consonancia con la austeridad general, se reduce a varias tonalidades parduscas, pero vibrantes a causa de la iluminación.
  4. La luz, de estilo tenebrista, intensa, contrastada y dura, hace resaltar vivamente los objetos sobre un fondo oscuro. Luz y color armonizan sin esfuerzo, haciendo protagonista al silencio.
4. Otros aspectos: Los bodegones españoles del Siglo de Oro contrastan en su austeridad con los opulentos, casi opresivos, bodegones flamencos de la misma época, como los de Claesz o de Heda.

## Elementos extrínsecos
- La obra: datada hacia 1650, está expuesta en el Museo del Prado (número de catálogo 2803), donada en 1940 por Francesc Cambó.[5] Este mismo coleccionista obtuvo un segundo ejemplar de la composición, que se halla en el MNAC de Barcelona. Algunos especialistas han propuesto que en ella colaboró el hijo menor del pintor, Juan de Zurbarán. Pertenece a un período de bonanza para el pintor, anterior a su crisis (iniciada con la muerte de su esposa en 1639) y la aparición en la escena pictórica sevillana de Murillo.

- El autor: Francisco de Zurbarán (1598-1664) es, junto a Murillo, Valdés Leal y Alonso Cano, uno de los máximos representantes de la Escuela Andaluza de Pintura Barroca Española. Se le ha considerado el «pintor de los frailes», quizá por su supuesta identificación con la devoción despojada de lo superfluo. Tuvo mucho éxito, lo que le obligó a mantener un gran taller, hasta que, desde los años 1640, fue eclipsado por Murillo. Frecuentó géneros como el retrato Además de su pintura religiosa (San Hugo en el refectorio, Santa Casilda, San Serapio), destacó en el género del retrato y en el del bodegón, aunque dejó muy pocos ejemplos.